# Lucien Godeaux
Lucien Auguste Godeaux (Morlanwelz, 11 de outubro de 1887 – Liège, 21 de abril de 1975) foi um matemático belga.
Foi palestrante do Congresso Internacional de Matemáticos em Toronto (1924), Bolonha (1928), Zurique (1932) e Oslo (1936).

## Obras
- Les transformations birationnelles du plan, 1927
- La Géométrie, 1931
- Leçons de géométrie projective, Paris: Hermann 1933
- Questions non résolues de géométrie algébrique : les involutions de l'espace et les variétés algébriques à trois dimensions, 1933
- Les surfaces algébriques non rationnelles de genres arithmétique et géométrique nuls, Paris: Hermann 1934
- La théorie des surfaces et l'espace réglé (géométrie projective différentielle), 1934
- Les transformations birationnelles de l'espace, 1934
- Les involutions cycliques appartenant à une surface algébrique, Paris: Hermann 1935
- Les géométries, Paris: A. Colin, 1937
- Observations sur les variétés algébraiques à trois dimensions sur lesquelles l'opération d'adjonction est périodique, 1940
- Sur la structure des points unis des homographies cycliques du plan, Brüssel : Palais des académies 1941
- Introduction à la géométrie supérieure, 1946
- Analyse mathématique, 1946
- Les géométries cayleyennes et les univers d’Einstein et de De Sitter, Lüttich 1947
- Géométrie algébrique, 2 Bände, Lüttich: Sciences et Lettres 1948, 1949 (Band 1: Transformations birationnelles et géométrie hyperespatielle, Band 2: Géométrie sur une courbe algébrique, du plan)
- Correspondances entre deux courbes algébriques, Paris: Gauthier-Villars 1949
- Leçons de geometrie analytique à trois dimensions
- Esquisse d'une histoire des sciences mathématiques en Belgique, Brüssel: Office de publicité, 1943 (60 Seiten)
- Théorie des involutions cycliques appartenant à une surface algébrique et applications, Rom: Ed. Cremonese 1963
- La géométrie différentielle des surfaces considérées dans l’espace réglé, Brüssel 1964